# Vetlaskjeret
Vetlaskjeret, est une île dans le landskap Sunnhordland du comté de Vestland. Elle appartient administrativement à Bjørnafjorden.

## Géographie
Rocheuse et pratiquement désertique, à fleur d'eau, elle s'étend sur environ 86 m de longueur pour une largeur approximative de 31 m.